# Marko Razpet
Marko Razpet, slovenski matematik, ilustrator, * 22. marec 1949, Planina pri Cerknem.

## Življenje
Marko Razpet se je rodil 22. marca 1949 v Planini pri Cerknem. Osnovno šolo je obiskoval v Cerknem. Leta 1968 je maturiral na Gimnaziji Jurija Vege v Idriji. Diplomiral je leta 1973 na takratni Fakulteta za naravoslovje in tehnologijo Univerze v Ljubljani smer tehnična matematika in se kot asistent zaposlil na Fakulteti za strojništvo v Ljubljani. Magistriral je leta 1984, doktoriral pa leta 1989 prav tako na FNT Univerze v Ljubljani z disertacijo Uporaba umbralnega računa pri kombinatoričnem preštevanju pod mentorstvom Tomaža Pisanskega in se kot docent zaposlil na Pedagoški fakulteti Univerze v Ljubljani, kjer je predaval Analizo in druge predmete do upokojitve leta 2014.

## Delo
Razpet je pionir uvajanja zahtevnih računalniških orodij v pedagoški proces na vseh ravneh poučevanja in njihove uporabe v ilustracijah najzahtevnejših matematičnih in fizikalnih konceptov, pogosto v sodelovanju s svojo ženo, slovensko fizičarko Nado Razpet. V pouk matematike je uvajal uporabo orodij Derive za algebro ter Cabri Geometry in kasneje GeoGebre za geometrijo. Za podiplomske študente je napisal knjigi Ravninske krivulje (COBISS) in Umbralni račun (COBISS).
Z računalniškimi orodji je ilustiral več kot 30 predvsem matematičnih in fizikalnih del. Najprej je za risanje uporabljal PicTeX, pred dvajsetimi leti pa je presedlal na Geogebro.
Poleg znanstvenih del s področja umbralnega računa, mrežnih poti, algebre in analize, ki jih je objavljal v mednarodnih matematičnih revijah, je pisal članke za domače revije, predvsem Presek in Obzornik za matematiko in fiziko. Je eden najbolj plodnih slovenskih avtorjev s področja elementarne matematike. Napisal je knjižico Sedi in piši z LaTeX-om (COBISS), sodeloval je pri izdajah publikacij za matematiko in fiziko, kjer je z računalnikom oblikoval zahtevne slike. Leta 2025 je njegova bibliografija obsegala 801 enoto.
Marko Razpet je vrsto let aktivno deloval tudi v DMFA Slovenije. Od leta 2003 sodeluje je v uredniškem odboru revije Presek, od leta 2009 pa v uredniškem odboru revije Obzornik za matematikov in fiziko.

### Zgodovina matematike
Velik del svojega strokovnega delovanja Marko Razpet predvsem v zadnjem času posveča zgodovini matematike doma in v svetu. S strokovnimi prispevki in predavanji je sodeloval pri obeležitvi jubilejev Franca Močnika, Jurija Vege, Josipa Plemlja, Ivana Vidava, Franca Hočevarja, Iva Laha itd. Delo slovenskih matematikov je vrsto let redno predstavljal na mednarodnih srečanjih, predvsem na avstrijskih simpozijih za zgodovino matematike. Vodi Seminar za zgodovino matematičnih znanosti, ki deluje tedensko in ga je soustanovil leta 2010.

### Cerkljansko narečje
Marko Razpet je poznavalec cerkljanskega narečja. Od leta 1997 vzdržuje Crkljansku naríčnu spletiše. Leta 2006 je izdal tudi slovar Kako se reče po cerkljansko (COBISS) in epsko pesnitev »Deuje babe« v grških heksametrih (COBISS), leta 2024 pa dva sonetna venca v dialektu. Na ta način dokazuje izrazno moč cerkljanskega narečja. Za njegovo delo na tem področju se zanimata strokovna in širša javnost, tudi izven Slovenije.

## Priznanja
Že kot osnovnošolec in srednješolec je bil nagrajen in pohvaljen na občinskih in republiških tekmovanjih iz matematike. Za svoje delo je prejel Bevkovo nagrado občine Cerkno (2002), in nagrado RS za življenjsko delo na področju šolstva (2011). Slovensko društvo za diskretno in uporabno matematiko mu je leta 2023 podelilo društveno priznanje za njegov prispevek k Osmem evropskem kongresu matematike. Za svoje delo pri društvu je leta 2004 prejel priznanje DMFA Slovenije, leta 2025 je postal častni član DMFA.